# Ornavik
Ornavik est un chantier d'archéologie expérimentale situé dans le domaine boisé du château de Beauregard à Hérouville-Saint-Clair, ouvert au public depuis le 28 mai 2011. La démarche s'inspire du chantier de Guédelon, dans l'Yonne. Le projet ornavik consiste à présenter l'histoire de la Normandie de 911, date de l'installation de Rollon à 1066, année de la conquête de l'Angleterre par Guillaume le Conquérant.

## Le projet
Le projet est porté par l'association « Les Vikings An 911 » créée en 2009 et s'inspire du projet du château de Guédelon dans l'Yonne.
Le but de la démarche est de faire connaître au grand public la naissance la Normandie et de lui faire découvrir la vie quotidienne des premiers Normands. Le projet couvre la période allant de la concession des terres normandes à Rollon en l’an 911 à la victoire de Guillaume le Conquérant à Hastings en l’an 1066. Cette découverte se fait par le biais d'ateliers interactifs, en immersion dans un chantier d'archéologie expérimentale et de reconstitutions historiques,.

## Les éléments du parc historique

### Le village carolingien
Le village carolingien a pour objectif de présenter la vie paysanne en Neustrie au moment de la signature du traité de Saint-Clair-sur-Epte de 911. Le secteur présente deux maisons achevées reconstituées avec les matériaux et selon les méthodes du Xe siècle :
- la ferme de paysan aisé est une réplique d'une grande maison carolingienne fouillée à Vieux-la-Romaine. Terminée à la fin de l'année 2016 ;
- une maison de paysan plus pauvre est rebâtie à parir d'une maison fouillée sur le site de Trainecourt à Mondeville ;
- un jardin des simples (inspiré des jardins des monastères) ;
- un jardin potager de paysan ;
- une église paroissiale (en cours de construction).

### Le comptoir viking
L'objectif de la reconstitution du comptoir viking est de présenter un campement d'hommes du nord, venus de Scandinavie lors des expéditions vikings. Débuté comme un petit comptoir temporaire, celui-ci a connu une série d'installations de vikings le transformant en un comptoir durable. Les découvertes archéologiques en Normandie étant très rares, notamment dans le domaine du bâti, cet établissement viking est constitué à partir des fouilles archéologiques en Scandinavie et ans des secteurs où les vikings ont laissé suffisamment d'de vestiges. Il ne s'agit pas ici de la reconstitution d'un village viking en Normandie.
Les premiers éléments construits dans le cadre du projet Ornavik l'ont été dans le comptoir : 
- une forge installée dans une maison semi-enterrée inspirée d'une fouille archéologique danoise de Lejre ;
- une maison viking dégagée à Säby en Suède a été également restituée en 2016[3] ;
- le navire viking  Langvin a rejoint le comptoir viking en 2021. Costruit en Scandinavie, il a été ramené en cabotage de Ålesund à Caen ;
- le hangar du Langvin, inspiré par des constructions scandinaves, sert actuellement de chantier de construction navale pour un bateau de pêcheur ;

### Le château à motte

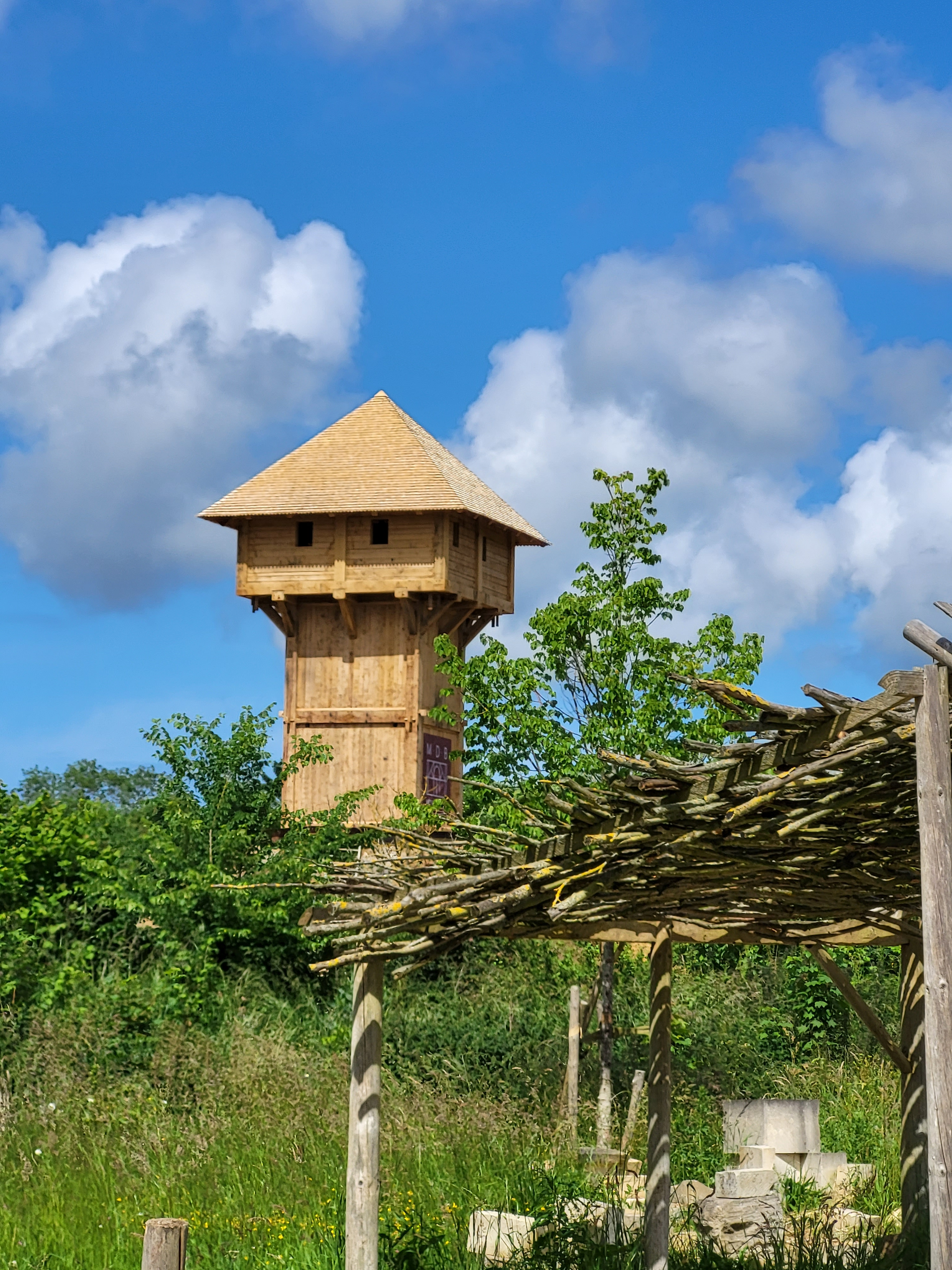
La motte castrale d'Ornavik et son donjon

Le château à motte est ébauché en 2016 avec des travaux réalisés sur la butte. Depuis 2024, cette motte castrale a vu l'érection de son donjon de 12 mètres. Surplombant la butte de 8 mètres, l'enceinte castrale culmine à plus de 20 mètres. C'est ainsi que serait apparu un château du XIe siècle détenu par un seigneur vassal du duc de Normandie. 
Ce nouvel espace en chantier a ouvert ses portes aux visiteurs à la saison 2025, permettant ainsi de raconter l'histoire de la Normandie entre 843 et 1066 pour comprendre comment les Rollonides, jarl des Normands, devenu comte de Rouen a su faire évoluer ce territoire en un véritable duché devenant ainsi le plus puissant État d'Europe occidentale  à l'époque de Guillaume le conquérant.

## Galerie

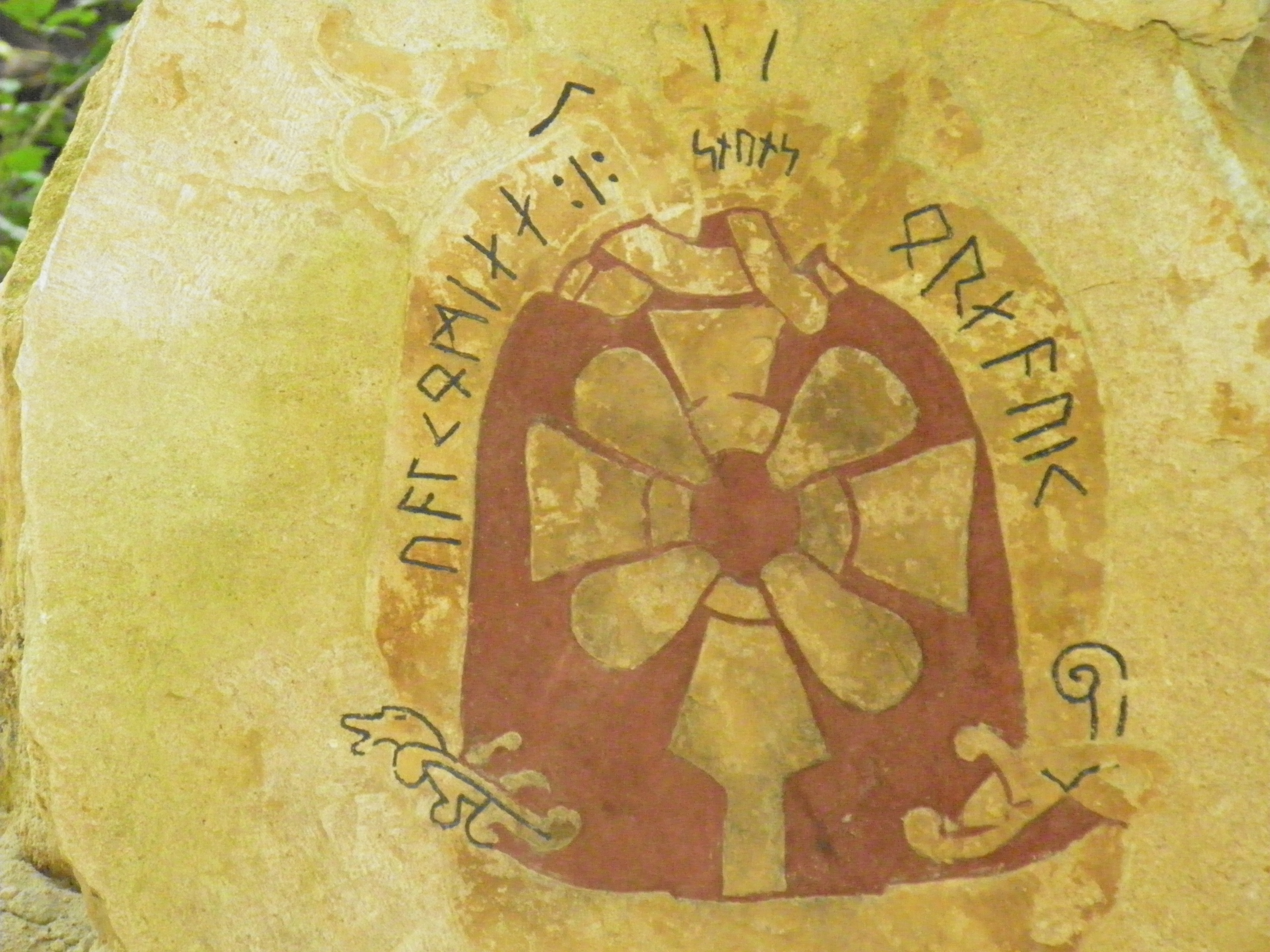
Stèle d'Ornavik sur l'île aux Vikings

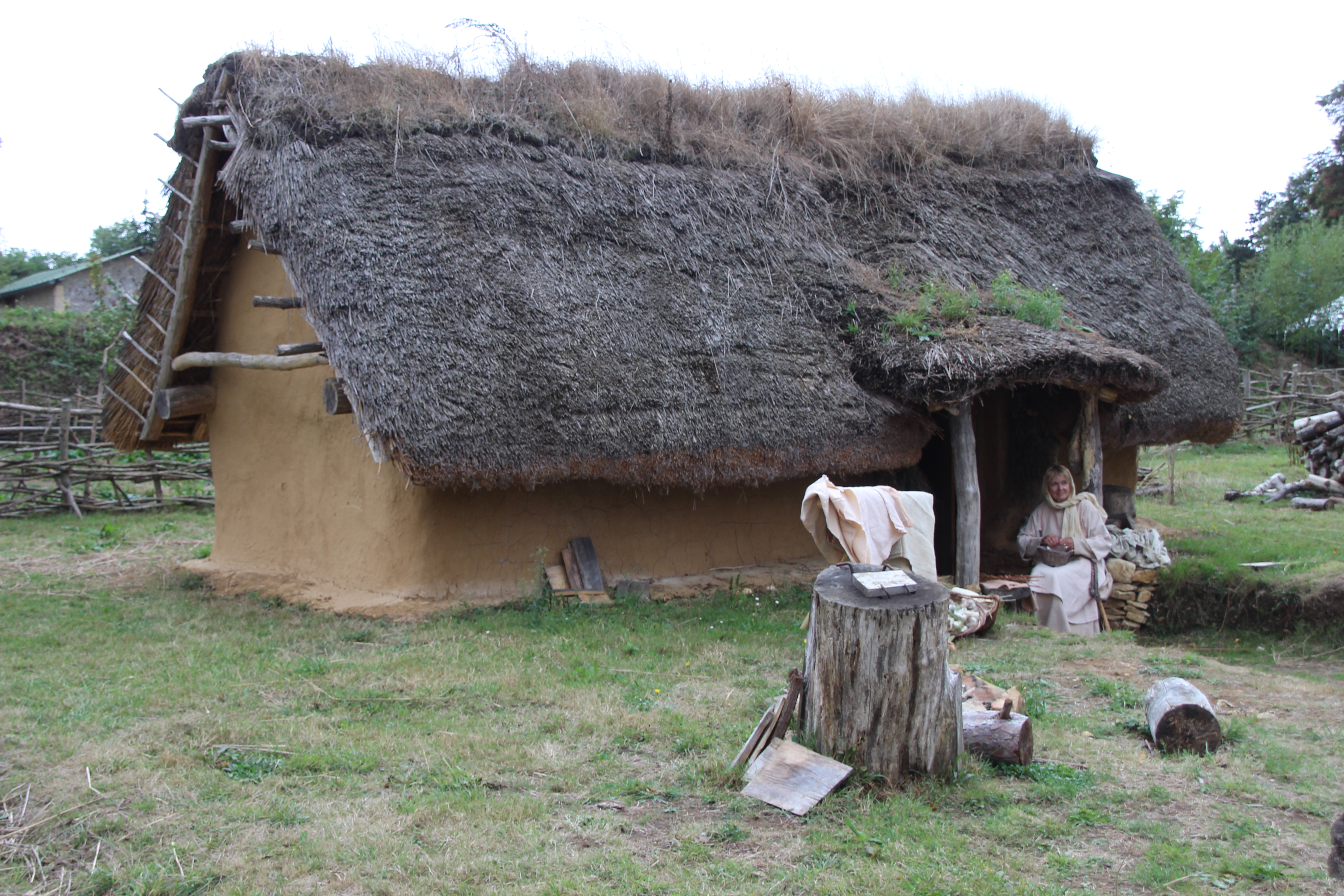
La maison du forgeron en 2016.
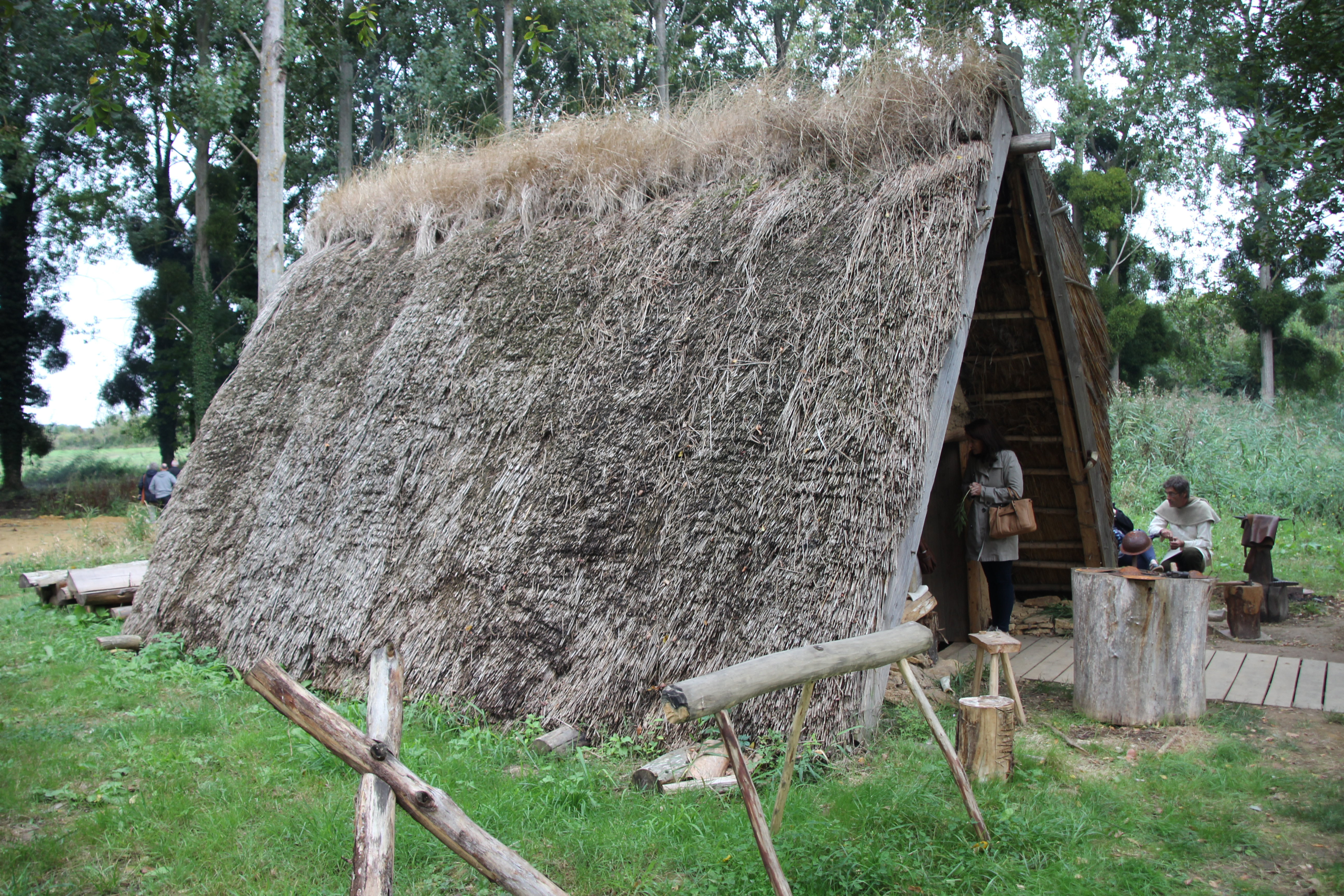
La maison viking semi-enterrée en 2016.
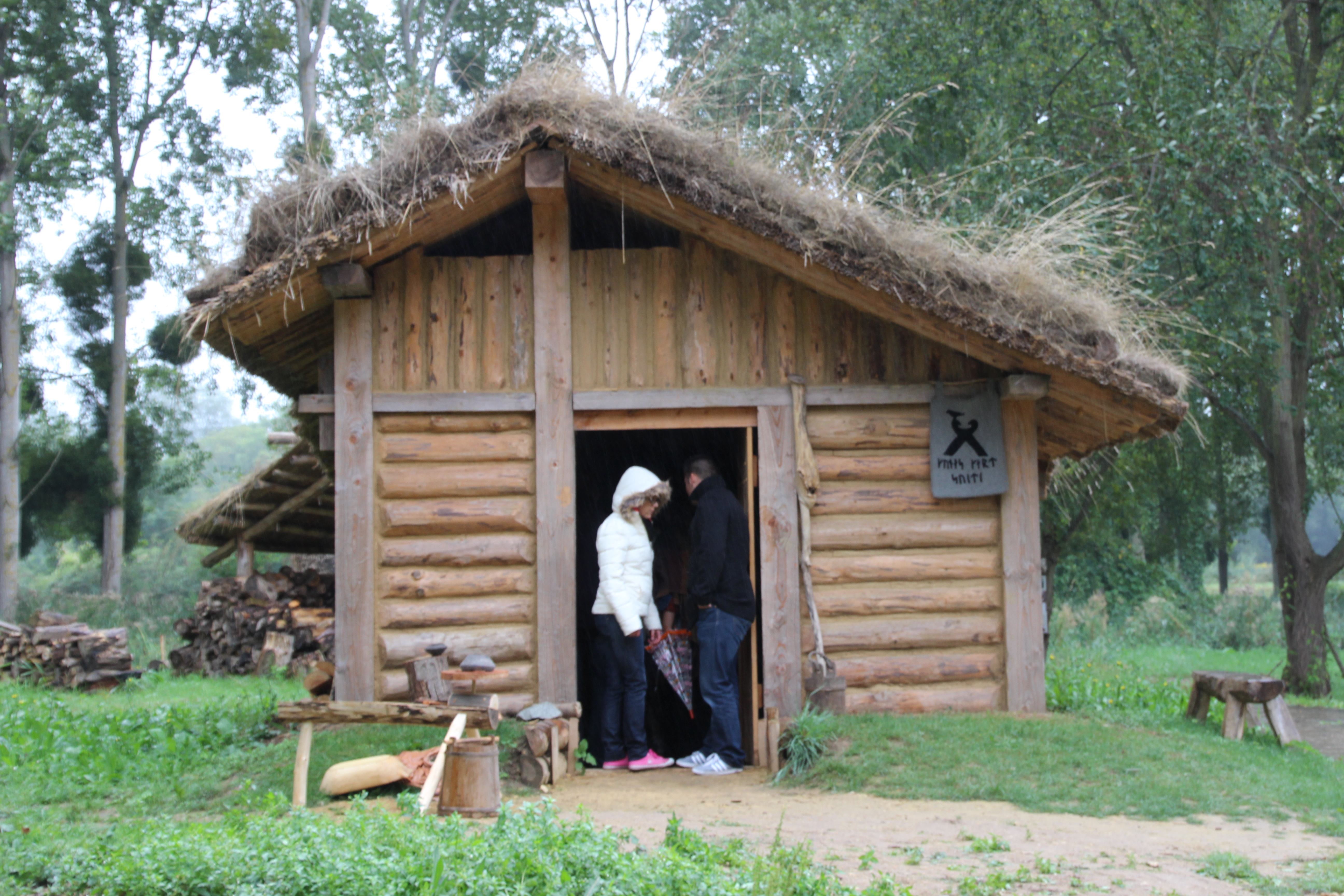
La maison viking de Säby en 2016.
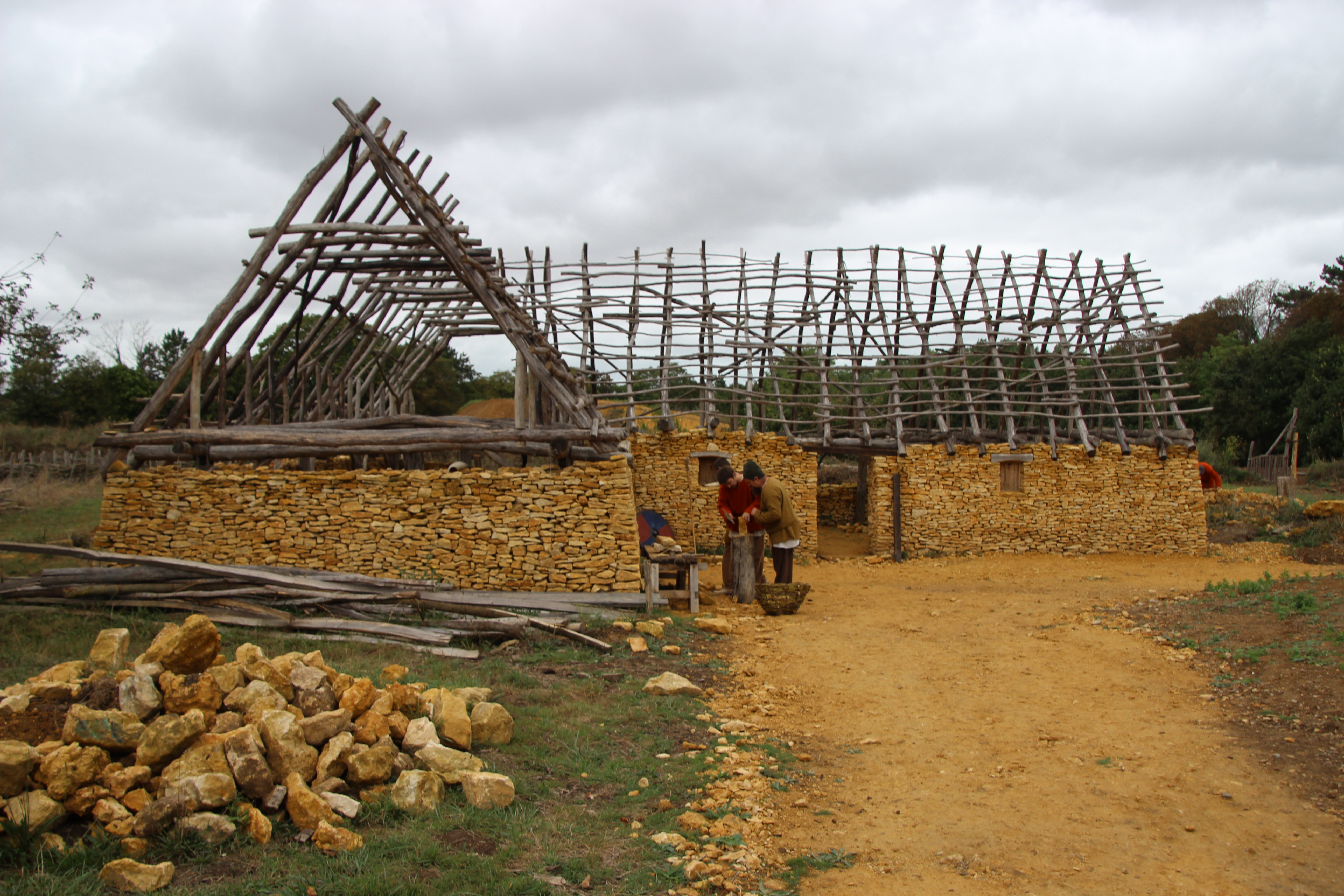
La ferme carolingienne en 2016.
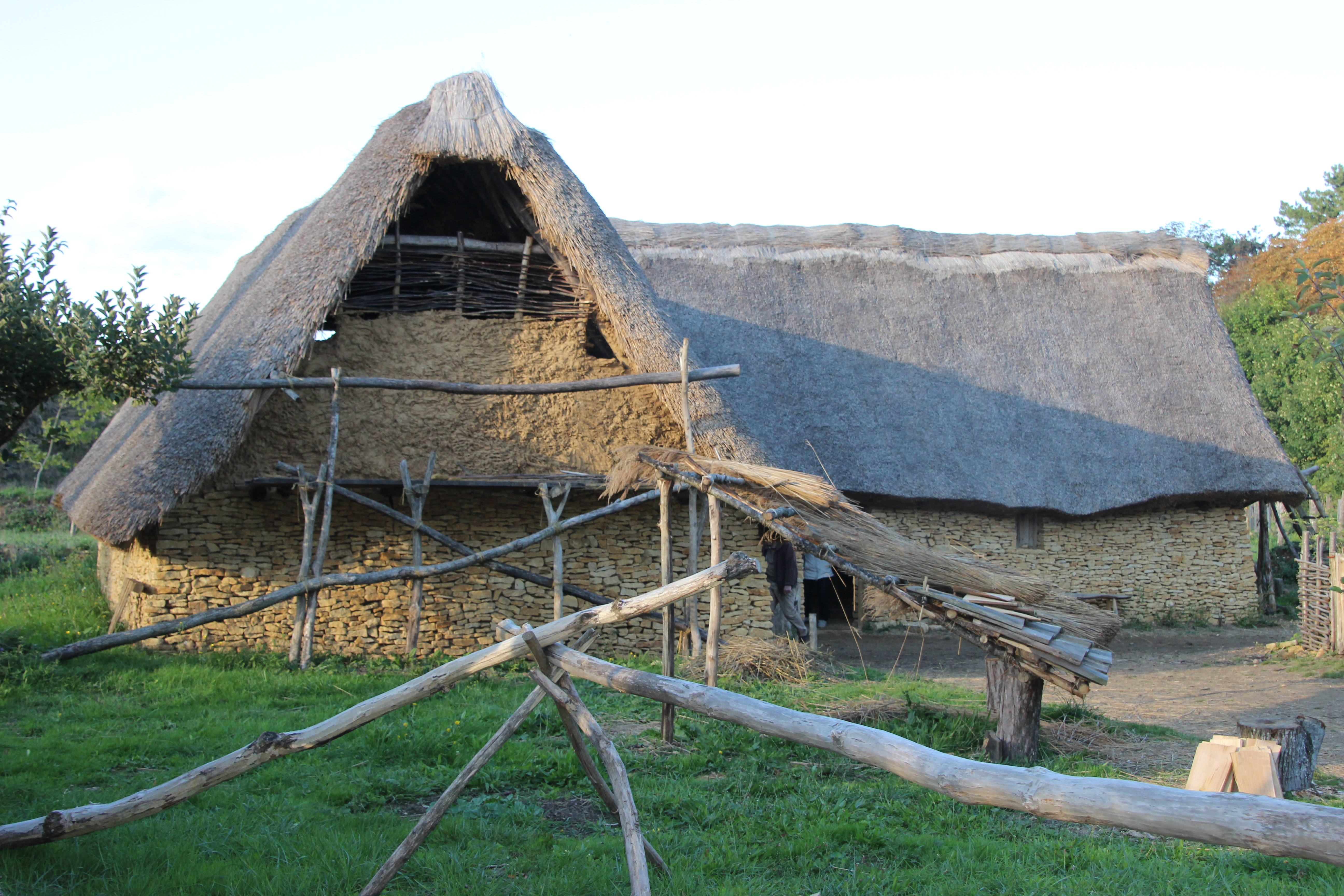
La ferme carolingienne en 2017.
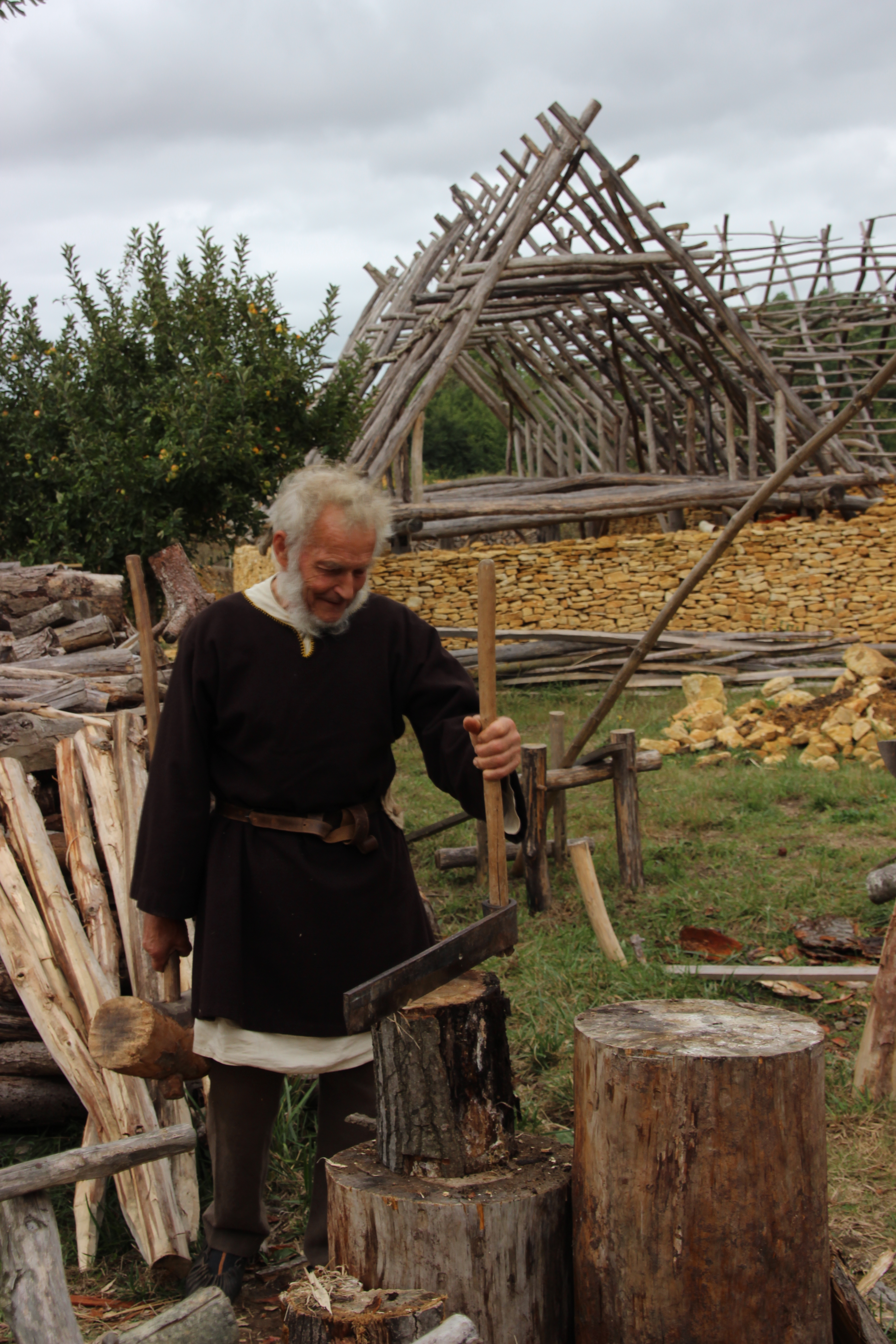
Un artisan fabriquant des tuiles de bois.
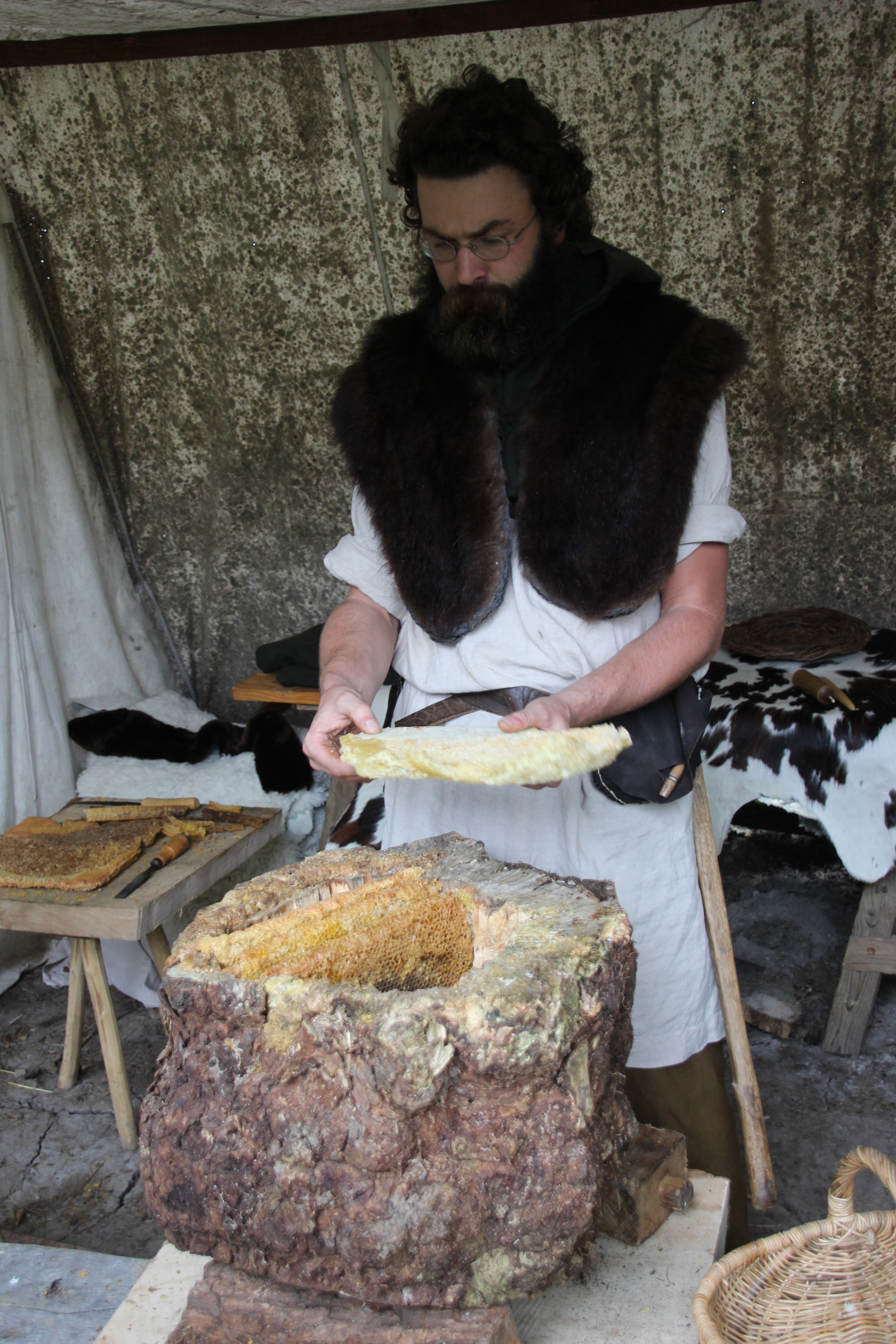
Un artisan apiculteur.